# James Forbes (Basketballspieler)
James Ricardo „Jim“ Forbes (* 18. Juli 1952 in Fort Rucker, Alabama; † 21. Januar 2022 in El Paso, Texas) war ein US-amerikanischer Basketballspieler und -trainer.

## Biografie
James Forbes besuchte bis 1971 die Bel Air High School in El Paso, Texas und fortan die University of Texas at El Paso. Dort war er jeweils Teil der Basketballmannschaft. 1974 wurde er von den Chicago Bulls gedraftet, wurde jedoch nie Profi. 
Mit der US-Nationalmannschaft nahm Forbes an den Panamerikanischen Spielen 1971 teil und gewann bei den Olympischen Sommerspielen 1972 in München die Silbermedaille.
Von 1981 bis 1984 arbeitete Forbes als Co-Trainer bei den UTEP Miners, ehe an der Riverside High School in El Paso zwischen 1984 und 2004 tätig war. Danach wechselte er an die Andress High School, wo er bis zu seinem Tod nach einer SARS-CoV-2-Infektion im Januar 2022 tätig war.